# Myrna Murr
Myrna Murr (ميرنا المرّ) est maire du village de Bteghrine au Mont-Liban et présidente de la fédération des municipalités du Metn depuis 1998.
Myrna Murr est la fille du député et de l’ancien vice-Premier ministre Michel Murr et la sœur de l’actuel vice-Premier ministre Elias Murr.
Elle se présente à des élections législatives partielles au Metn en 2002 qu’elle perd face à son oncle – soutenu par l’opposition anti-syrienne – Gabriel Murr, avant que l’élection de ce dernier soit invalidée par le Conseil Constitutionnel, qui attribue la victoire à un troisième candidat, Ghassan Moukheiber.